# اونر برگوسی
اونر برگروسی فیلسوف و دانشمندِ یهودی‌الاصل بود که به مسیحیت گروید و به زودی به متکلمی ضدیهودیت تبدیل شد. او پس از گرویدن به مسیحیت با نامِ آلفونسو والادولید شناخته شد.

## زندگی
اونر برگوسی در حدود سال ۱۲۷۰ میلادی زاده شد. او در برگوس به کار پزشکی روی آورد. در این زمان، یک مسیحای دروغین در آویلا پیدا شد. آنچنان که اونر در کتابش گزارش می‌کند، خود او نیز در رویایی دیده بود که صلیبی از گریبانش آویخته است. این رویا بعلاوه گزارش‌های کسانی که جهت مداوا به نزد اونر می‌آمدند، ایمان او را به سوی مسیحیت سوق داد.
موسی ناربنی چنین شرح می‌دهد که او از کسانی نبود که می‌توانستند از یک جمعه تا جمعه دیگر به چندی نخود و لوبیا قناعت کنند و از آنجا که توانایی تحمل درد و رنج یهودیان در تبعید را نداشت، به مسیحیت گروید. با این‌حال نمی‌توان انکار کرد که این تغییر دین صرفاً به این دلایل نبوده‌است.
او پس از این تغییر دین، رونوشتی از یک رساله را برای شاگردِ پیشینش اسحاق پولگار فرستاد، و در آن رساله اندیشه‌های تازه خود را درباره عیسی و مسیحا تدوین کرد. پولگار در پاسخ اثری منتشر کرد که در آن دیدگان خاص او بیان شده بود. به دنبال آن اونر سلسله نوشته‌هایی به عبری منتشر کرد که خطاب به جامعه یهودیت منتشر شده‌بود. علاوه بر این، او با محققان یهودی بسیاری، از جمله موسی ناربنی به بحث و گفتگوهای طولانی پرداخت. در سال ۱۳۳۴ تلاش کرد دانشمندان تولدو را متقاعد کرد که آنان در تعیین تاریخ دقیق عید فصح دچار اشتباه شده‌اند.
اونر در نوشته‌هایش تلاش کرد تا گرویدنش به مسیحیت را درست بنمایاند و از سوی یک دیگر به عنوان یک فیلسوف که از طالع‌بینی طرفداری می‌کرد، به جنگ و جدال با هم‌کیشان قدیمش پرداخت. او در حدود سال ۱۳۴۷ میلادی درگذشت.